# Олонецкие горные заводы
Оло́нецкиe го́рныe заво́ды — группа металлургических предприятий в Российской империи, действовавших в Карелии во второй половине XVII века — начале XX века.

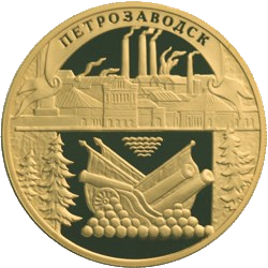
Памятная монета Банка России 100 рублей, золото, реверс. (2003) Александровский завод.

## История

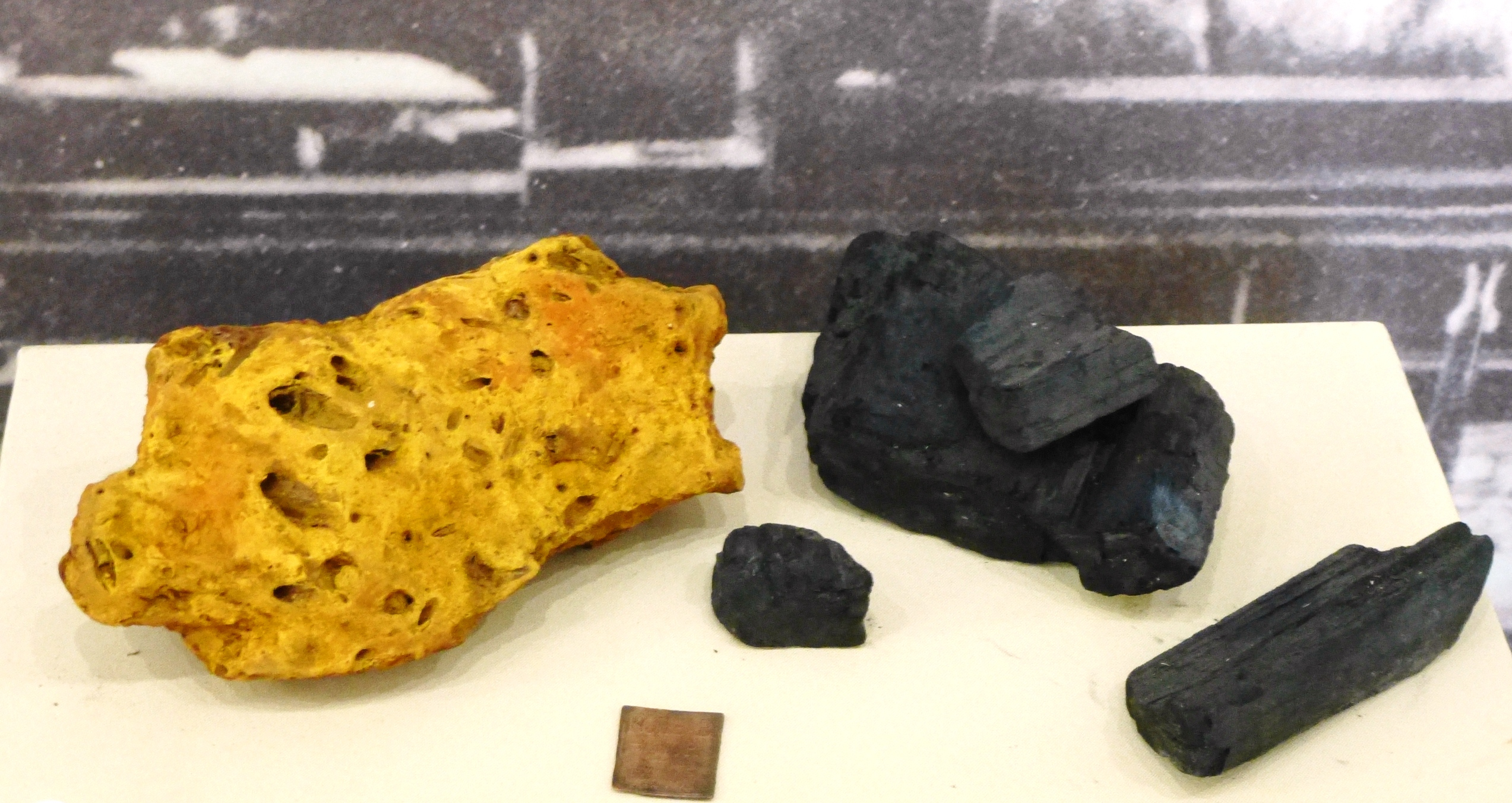
Озёрная руда и древесный уголь

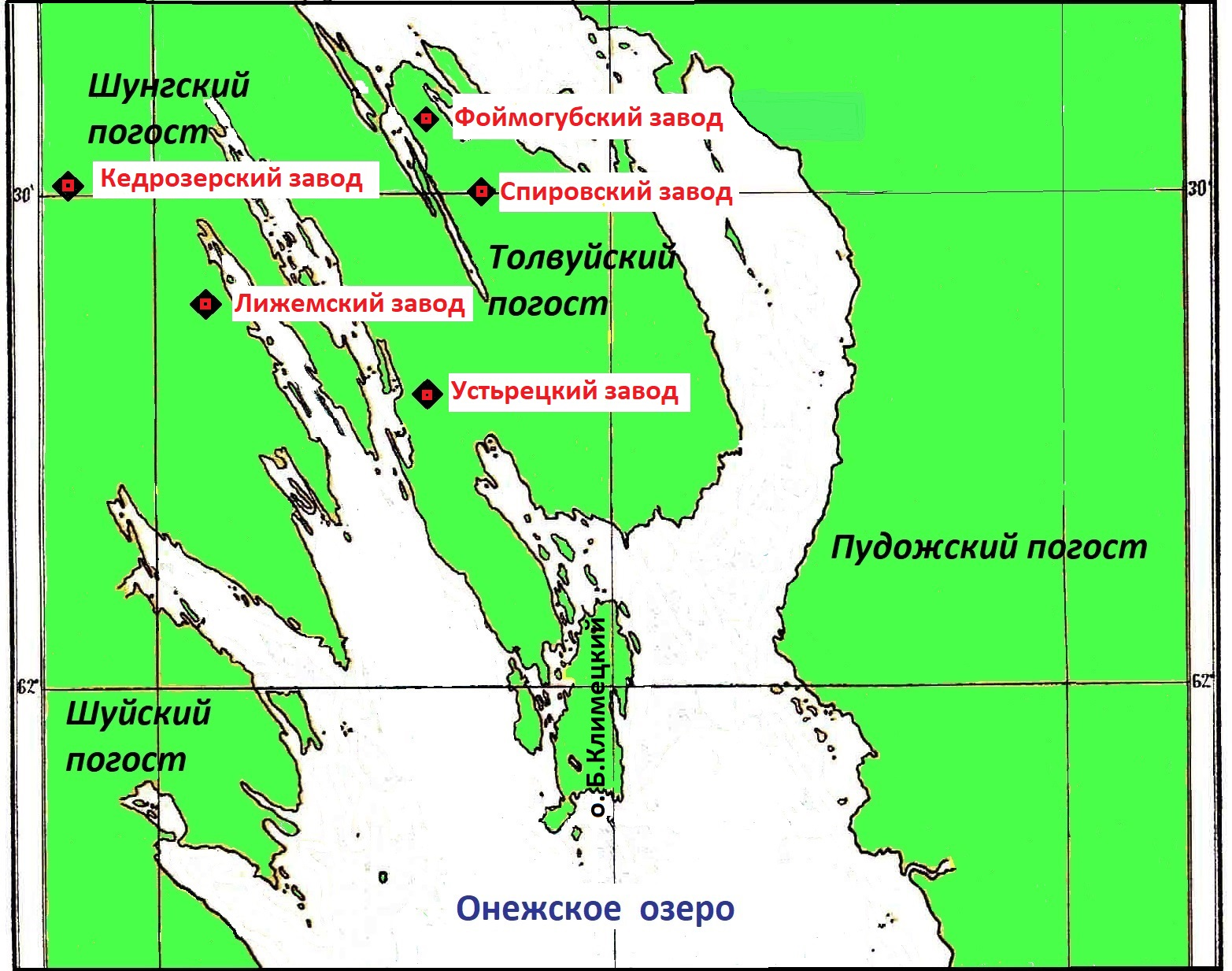
Олонецкие горные заводы во второй половине XVII века

Добыча руды, кустарная выделка меди и стали («уклада») существовала у карел Обонежья ещё в период Новгородской республики в XIII—XIV веках.

### XVII век
Первый медеплавильный завод (Спировский) был построен новгородским купцом Семёном Гавриловым в Фоймогубской волости на территории Заонежского полуострова в 1670 году. (Правительство выдало Гаврилову жалованную грамоту и денежные средства на поиск медных руд и строительство завода).
Масштабное развитие металлургической промышленности началось после царствования Алексея Михайловича, когда датчанин Бутенант фон Розенбуш, при содействии правительства, основал в 1680—1690 годах в Заонежских погостах пять чугуноплавильных и железоделательных заводов (Устьрецкий, Фоймогубский, Лижемский, Спировский, Кедрозерский), использовавших местные болотные и озёрные руды. В 1703 году заводы были выкуплены в казну и вскоре прекратили свою деятельность, за исключением Устьрецкого, который был закрыт в 1719 году.

### XVIII век

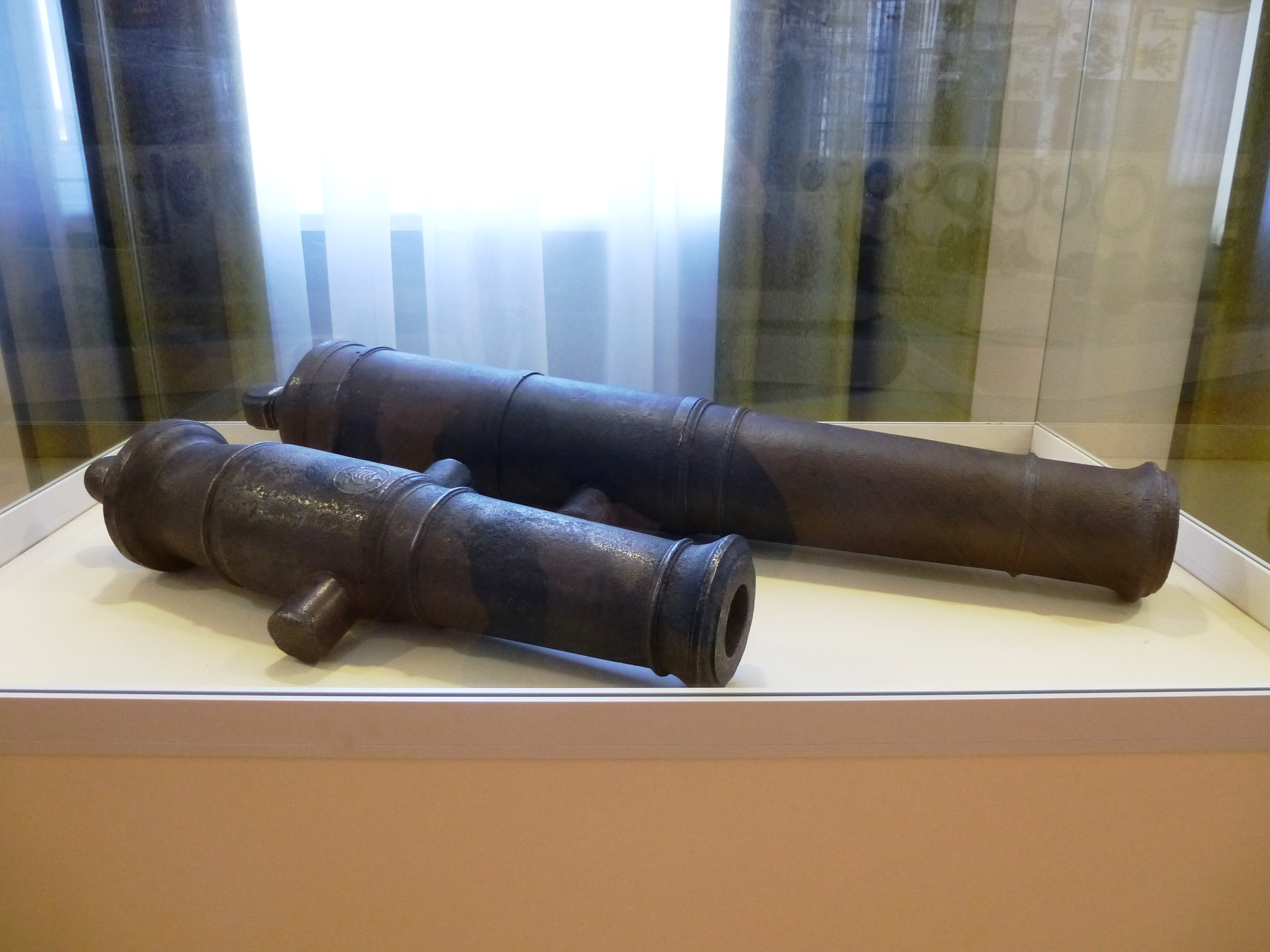
Пушки Александровского завода.

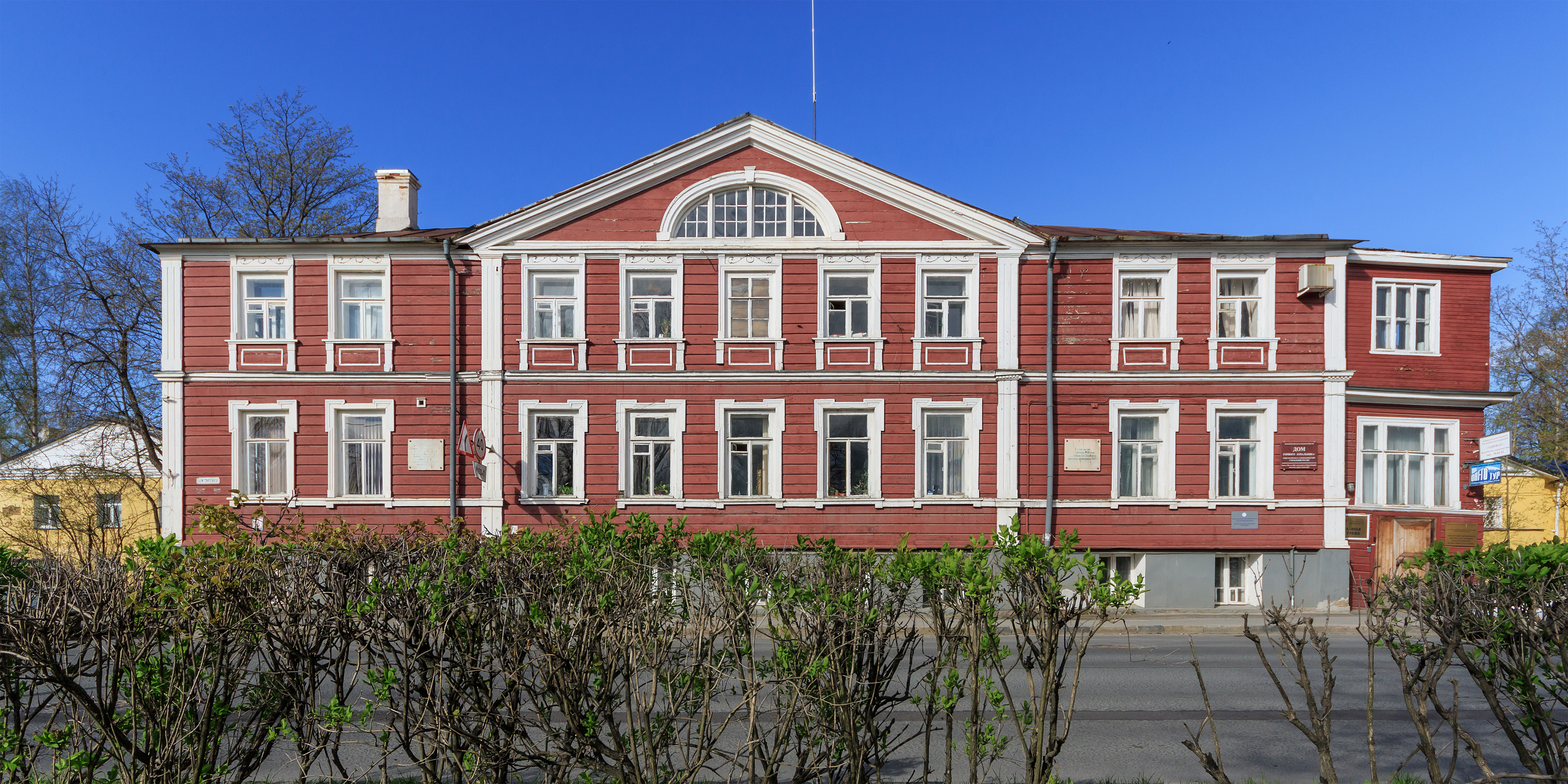
Бывшее здание дома горного начальника в Петрозаводске

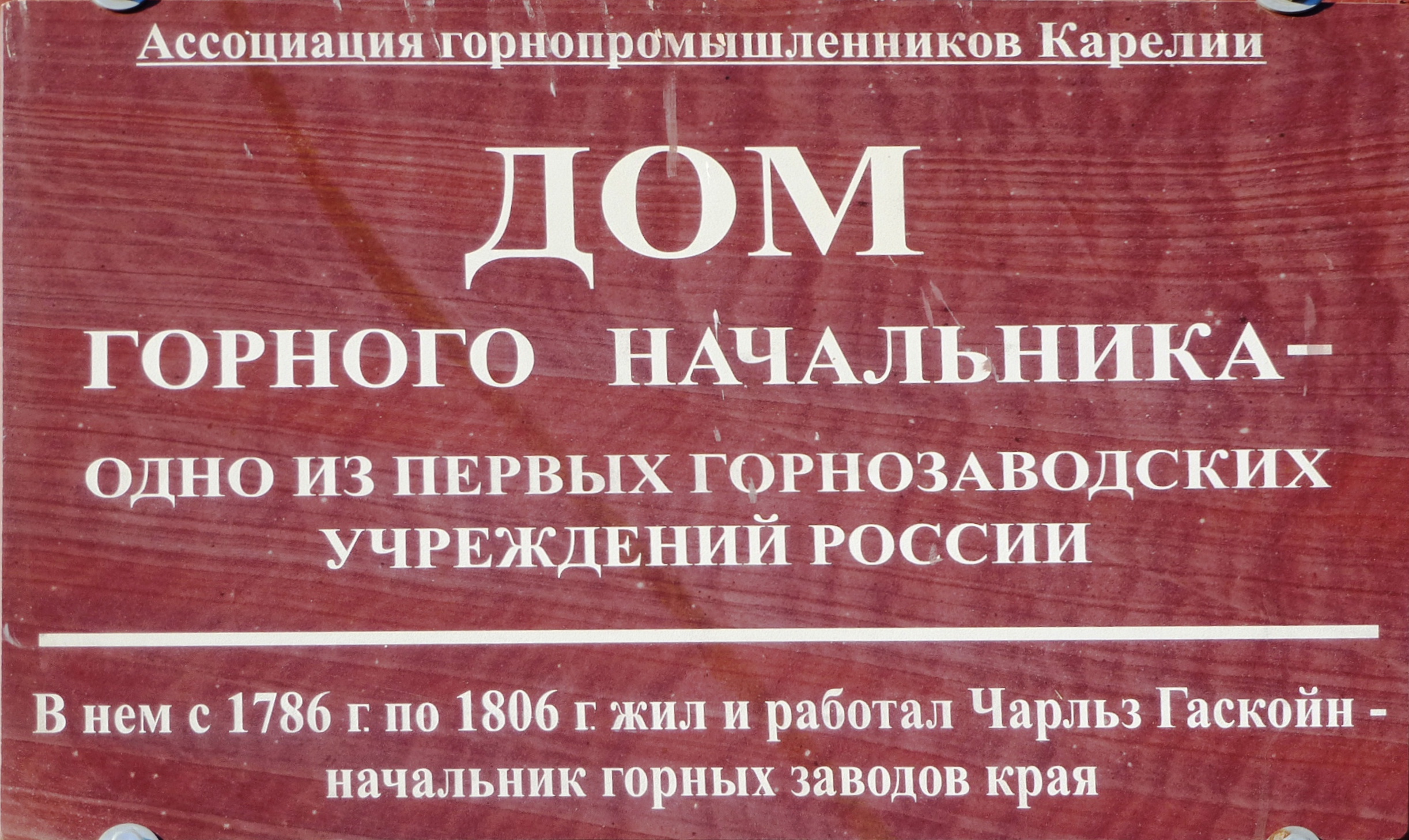
Мемориальная доска

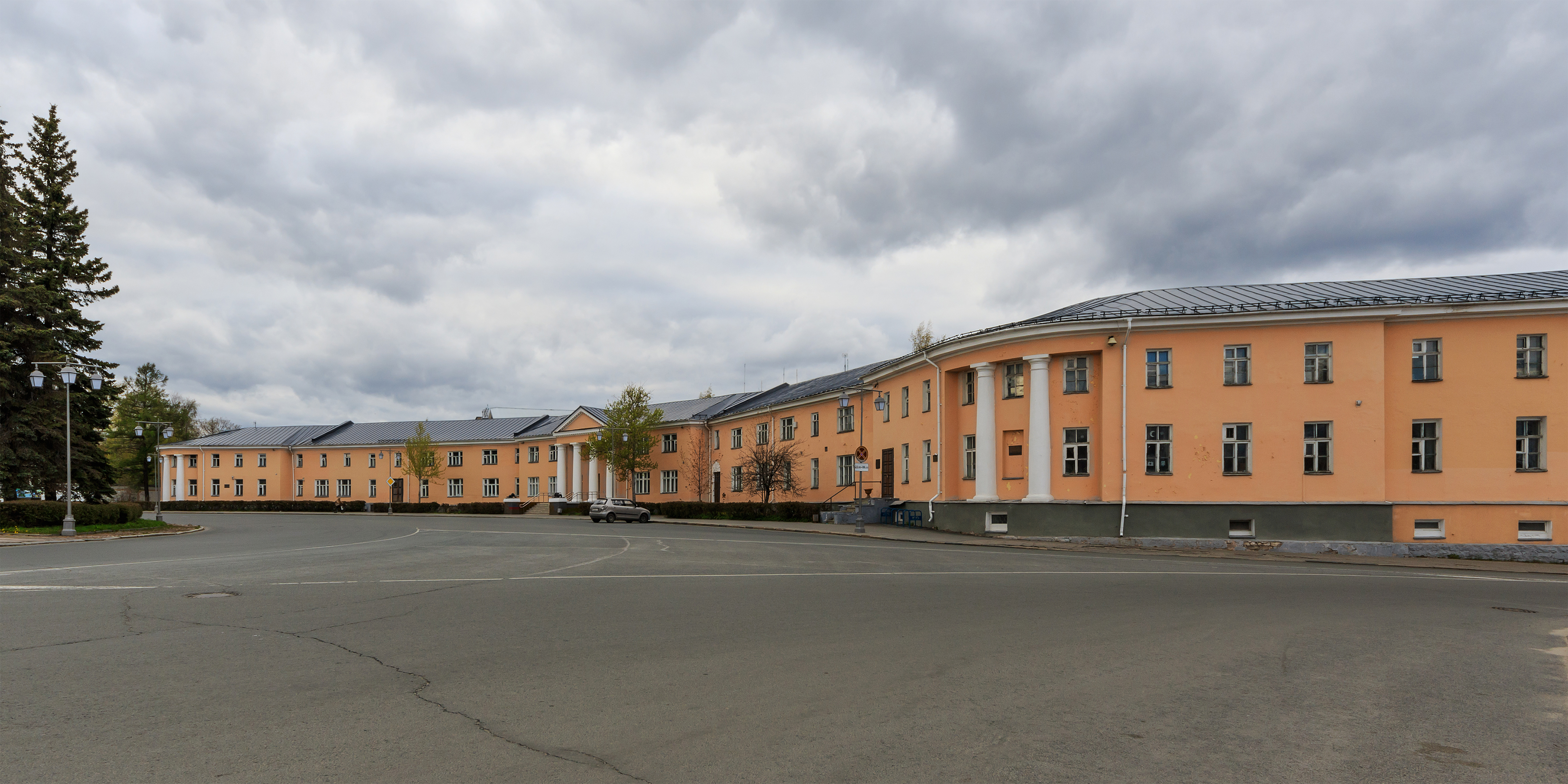
Бывшее здание канцелярии Олонецких горных заводов в Петрозаводске. Построено по проекту А. С. Ярцова в XVIII веке.

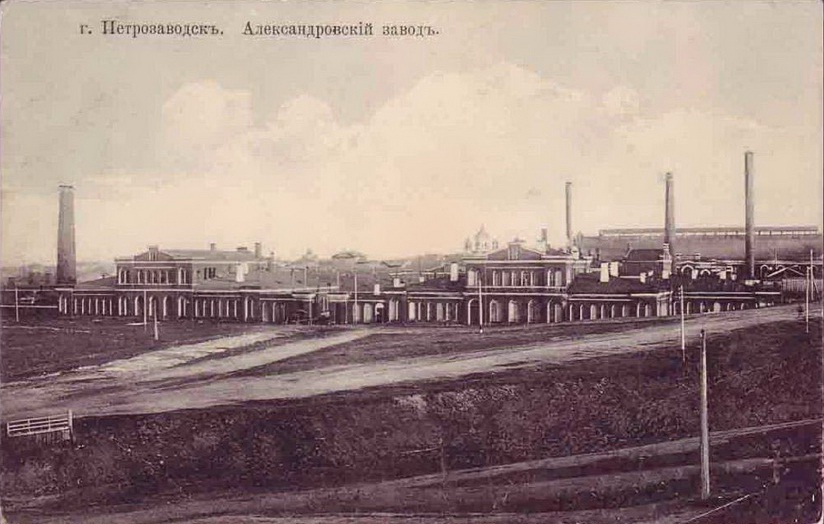
Александровский завод. Начало XX века.

Во время своего похода 1702 года от берегов Белого моря к Онежскому озеру, Пётр I заложил три завода: Алексеевский, на реке Нижний Выг близ озера Телекино, Повенецкий, на реке Повенчанке, и Вичковский, на реке Вичке, при губе Онежского озера, в районе современного Медвежьегорска. Плавка меди на заводах началась уже в 1703 году.
29 августа 1703 года, при впадении речки Лососинки в Онежское озеро (сейчас — город Петрозаводск), состоялась закладка завода, который получил наименование Шуйский оружейный завод (впоследствии переименованный в Петровский). На закладке первого камня присутствовал сподвижник Петра I — Александр Данилович Меншиков. Общее руководство строительством завода осуществлял видный горный специалист, вице-комендант и начальник заводов Олонецкого горного округа — Алексей Чоглоков, получивший должность начальника Канцелярии Олонецких казённых заводов. Завод изготавливал пушки, ядра, ружья, холодное оружие, якоря и другие изделия из чёрных металлов. В 1707 году был выстроен Кончезерский завод для плавки меди и чугуна.
К олонецким заводам было приписано 12 749 крестьянских дворов. Особенно процветали олонецкие заводы на военных заказах в период Северной войны (1700—1721) под управлением коменданта заводов — Георга Геннина.
После окончания Северной войны, перевода Геннина на уральские заводы и кончины Петра I, горнозаводское дело в Обонежье стало приходить в упадок. К 1732 году были закрыты все олонецкие заводы, кроме Кончезерского, на который было перенесено производство пушек. Оружейная фабрика с мастеровыми была переведена на Сестрорецкий оружейный завод, многие мастеровые были переведены на Уральские заводы.
В 1735—1739 годах Олонецкими заводами руководил Вольф Циммерман.
В 1769—71 годах произошло восстание горнозаводских приписных крестьян, для усмирения которого была применена вооружённая сила. 11 января 1772 года, в присутствии крестьян «со всех волостей согнанных для устрашения», на «лобном месте» в Петровской слободе состоялась показательная расправа над арестованными организаторами и активистами «Кижского восстания». Руководители восстания крестьяне Климент Алексеевич Соболев из деревни Романовская Толвуйского погоста, Семён Костин, Андрей Сальников были «наказаны кнутом с вырезанием ноздрей и с поставлением знаков» и сосланы на вечную каторгу в Сибирь, на Нерчинские рудники. Десятки крестьян после публичной порки кнутом были отправлены на каторжные работы, отданы в рекруты.
После подавления Кижского восстания, воинская команда, находившаяся в распоряжении администрации горных заводов для понуждения мастеровых и крестьян к выполнению работ, была значительно усилена. Так, в 1780-х годах воинская горнозаводская команда состояла из двух офицеров (капитан и прапорщик), трёх сержантов, шести капралов и от 100 до 120 солдат-рядовых.
Русско-турецкие войны побудили правительство к возрождению металлургии в Карелии. Новый период начинается с построения в слободе при Петровском заводе Александровского чугунолитейного завода под руководством бергмейстера Аникиты Сергеевича Ярцова. 30 июня 1774 года задуты две первые доменные печи Александровского завода, а 13 октября отлита первая пушка. Александровский пушечно-литейный завод к моменту открытия состоял из доменной, молотовой, «свирильной», «кузнишной», слесарной, фурмовой и меховой фабрик и плотины.
По указу императрицы Екатерины II «Об учреждении при Кончозере чугуноплавильного завода» от 2 сентября 1786 г. Канцелярия Олонецких Петровских заводов и контора Александровского завода были упразднены.
В 1786 году по указу Екатерины II Рускеальские мраморные ломки были переданы в ведение канцелярии Олонецких горных заводов.
Во время управления Олонецкими заводами шотландца Карла Гаскойна в 1786—1803 годах была проведена масштабная реконструкция и модернизация Александровского и Кончезерского заводов. Гаскойн организовал и непосредственно руководил масонской ложей в состав которой входили все наиболее заметные чиновники-иностранцы Олонецких горных заводов, а также англичане-мастеровые, прибывшие в Петрозаводск с Гаскойном.

### XIX век
В апреле 1798 года, указом Сената было образовано Правление Олонецких и Кронштадских заводов. Правление ведало Александровским пушечным, Кончезерским и Кронштадтским литейными заводами. В 1801 году Правлению был подчинён вновь построенный Санкт-Петербургский чугунолитейный завод. Председателем правления был назначен Карл Гаскойн, помощником председателя правления — Александр Полторацкий, членами правления — А. Армстронг, В. Кислёв и Ф. Львов.
Указом берг-коллегии от 19 декабря 1799 года горный округ получил право владения рудниками внутри круга радиусом в 210 км с центром в Петрозаводске.
В начале 1800-х годов при горных заводах были организованы военные суды, с целью усиления власти администрации над приписными мастеровыми и крестьянами. Состав и деятельность военного суда находилась в непосредственной зависимости от горного начальника. Губернские власти и губернская прокуратура не имела права вмешиваться в деятельность суда при горных заводах. В 1825 году, разбирая вопрос об особых правах горной администрации, генерал-губернатор Архангельской, Вологодской и Олонецкой губерний Степан Миницкий заметил, что «…Олонецкий горный округ составляет изолированную организацию, не подчинённую никакому контролю со стороны губернских властей».
В 1820-х годах горнозаводская администрация имела в своём распоряжении около 50 тыс. приписных работников и около 1 млн. га лесных угодий.
С января 1827 года построенные Гаскойном Кронштадтский и Санкт-Петербургский чугунолитейные заводы, которые до этого входили в состав Олонецкого горного округа, были выделены из системы Олонецких горных заводов с учреждением особого управления.
В 1856 году к олонецким заводам был присоединён Суоярвский чугуноплавильный завод (Сердобольский уезд Выборгской губернии), 1804 года постройки, выкупленный у купца Громова. В 1868 году присоединён Валазминский чугуноплавильный завод (на реке Суне в Поросозере).
В 1859—1872 годах горный начальник Олонецких горных заводов — Николай Фелькнер. Округ владел 55 259 горнозаводскими приписными крестьянами, преимущественно в Петрозаводском уезде, и более чем 10000 км² земли в Олонецкой губернии и Финляндском княжестве.
В марте 1861 года, на основании Манифеста об отмене крепостного права в России, был обнародован правительственный акт «Положение о горно-заводском населении казённых горных заводов ведомства Министерства финансов». Согласно этому «Положению» все приписные мастеровые освобождались от обязательной заводской службы, обретали все личные и имущественные права, переводились в сословие мещан с сохранением за ними усадебных участков. Реформа на горных заводах была проведена поэтапно: с весны 1861 года освобождались мастеровые со стажем работы на заводах 20 и более лет (365 мастеровых), в 1862 году имевшие стаж не менее 15 лет, а в 1863 году все остальные работники. В 1863 году обязательный (приписной) труд на заводах Олонецкого горного округа был заменён вольнонаёмным.
Александровский завод являлся крупнейшим поставщиком крепостной и корабельной артиллерии. За сто лет (в 1774—1874 годах) на заводе было отлито 36 847 орудий разного калибра, общим весом вместе со снарядами, 177920 тонн, на сумму 13,225 миллиона рублей. Завод активно работал во время Крымской войны.
В 1870—1890 годах в Олонецкой губернии различными частными компаниями были построены четыре чугуноплавильных завода: Святнаволоцкий в Петрозаводском уезде (1876), Сеговецкий в Повенецком уезде (1897), Тулмозерский (1898) и Видлицкий (1899) в Олонецком уезде. Эти заводы имели по нескольку десятков рабочих и 1—2 небольшие домны.

### XX век
К концу XIX века олонецкая казённая металлургия переживала тяжёлый кризис, приведший к её окончательному упадку. Александровский завод стал снарядолитейным, прекратив выделку орудий. Кроме снарядов, завод изготавливал чугунные перила, решётки, ворота и части мостов для Санкт-Петербурга.
В 1907 году на Валазминском заводе была сооружена железная дорога от углевыжигательных печей к дровяной бирже.
Чугуноплавильные заводы в Кончезере, Суоярви, на Суне и все частные заводы были закрыты в период промышленного кризиса и депрессии (1904—1908).
Единственным действующим остался головной — Александровский завод, переименованный в 1918 году в Онежский машиностроительный завод (сегодня Онежский тракторный завод).